# Okamoto Junichi
Junichi Okamoto (sinh ngày 28 tháng 6 năm 1978) là một cầu thủ bóng đá người Nhật Bản.

## Sự nghiệp câu lạc bộ
Junichi Okamoto đã từng chơi cho FC Tokyo và Otsuka Pharmaceutical.